# Lispe quaerens
Lispe quaerens är en tvåvingeart som först beskrevs av Villeneuve 1936.  Lispe quaerens ingår i släktet Lispe och familjen husflugor. Inga underarter finns listade i Catalogue of Life.